# Penny Dreadful
Penny Dreadful é uma série de terror e fantasia exibida nos Estados Unidos pelo canal Showtime  e no Brasil pela HBO. Foi criada por John Logan e produzida por ele e Sam Mendes. A série entrelaça as origens de vários personagens famosos da literatura de terror como o Dr. Victor Frankenstein (do romance Frankenstein, de Mary Shelley), Van Helsing e a figura do vampiro (personagens presentes em Drácula, de Bram Stoker) e Dorian Gray (da obra O Retrato de Dorian Gray, de Oscar Wilde), além de trazer também lendas urbanas (Jack o Estripador) e seres místicos (lobisomens e bruxas) que, juntos, espalham sua monstruosa alienação pela Londres vitoriana.
O título se refere aos Penny Dreadfuls, publicações de ficção e terror que eram vendidas na Inglaterra do século 19. Por serem histórias que custavam um centavo, tinham como apelido "centavos do terror".
A série estreou no dia 9 de Maio de 2014 no Showtime OnDemand, e logo depois, no dia 11 de Maio no canal Showtime. Passou a ser transmitida no Brasil no dia 13 de Junho de 2014 pelo canal pago HBO. Em Portugal, o seriado começou a ser exibido no dia 25 de Maio de 2014 pelo canal premium TVSéries.
A segunda temporada de Penny Dreadful estreou em 20 de Abril de 2015. Seu último episódio foi exibido em 31 de Junho de 2015. A terceira temporada estreou no dia 1 de Maio de 2016 nos Estados Unidos e dia 6 no Brasil. O último episódio foi ao ar em 19 de Junho de 2016.
Penny Dreadful foi finalizada em 2016, contando com três temporadas.
Em novembro de 2018, um spin-off da série foi anunciado, Penny Dreadful: City of Angels, ambientada em 1938 e centrada no folclore mexicano-americano centrada na tensão social da época em Los Angeles, foi anunciada pela Showtime. A série tem produção prevista para 2019.

## Antecedentes
Penny Dreadful foi originalmente lançado em vários canais do EUA e Reino Unido, até que finalmente estreou no Showtime, com a Sky Atlantic como coprodutora. Foi primeiramente exibido no Southwest film festival, um evento de séries e filmes, no dia 9 de março de 2014 e teve sua primeira aparição na tv no dia 28 de abril de 2014. Os dois primeiros episódios foram disponibilizados no serviço de vídeo sob demanda do Showtime, o Showtime OnDemand, antes da exibição por satélite.

## Elenco e personagens

Fotos dos actores principais
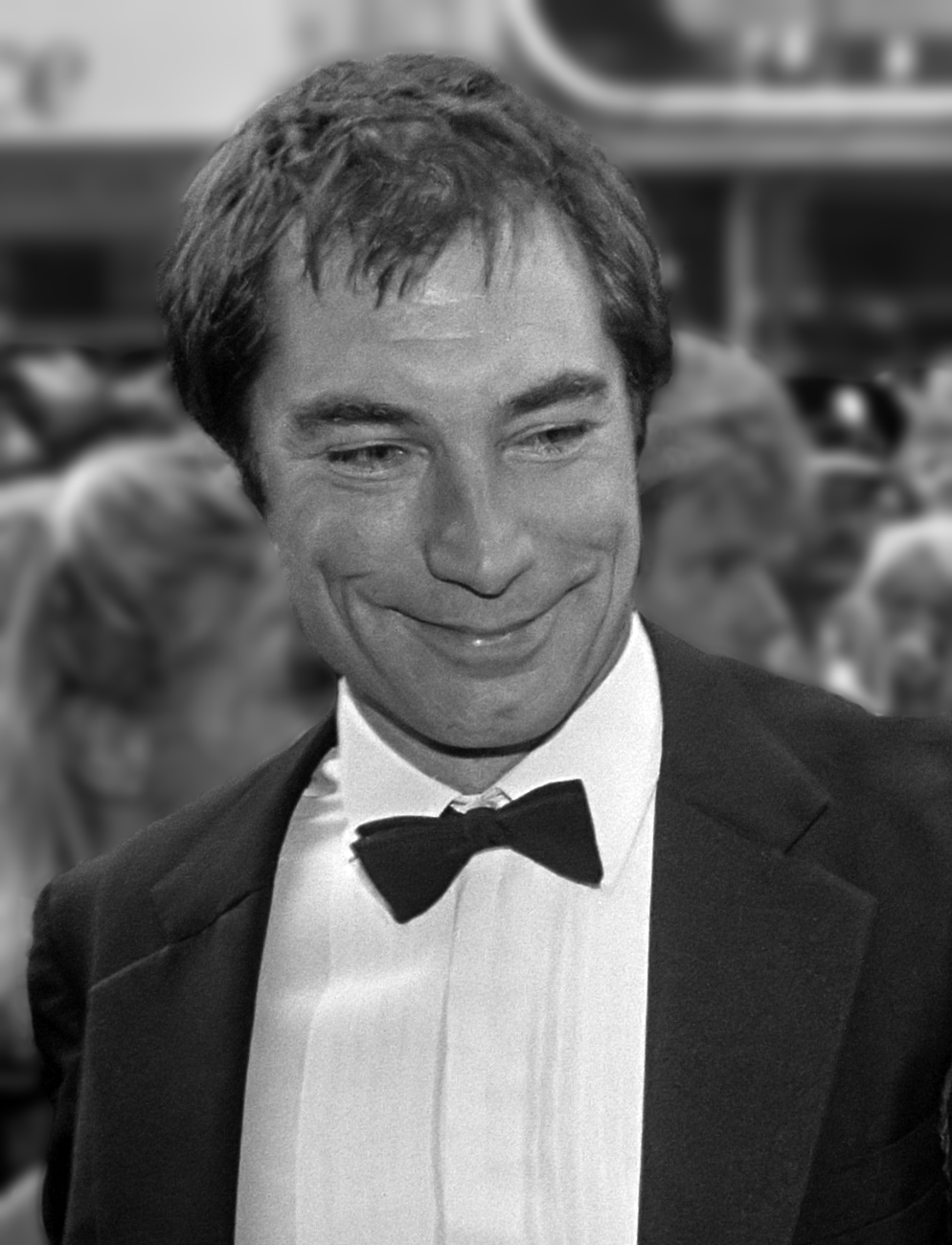
Timothy Dalton (Sir Malcolm Murray)
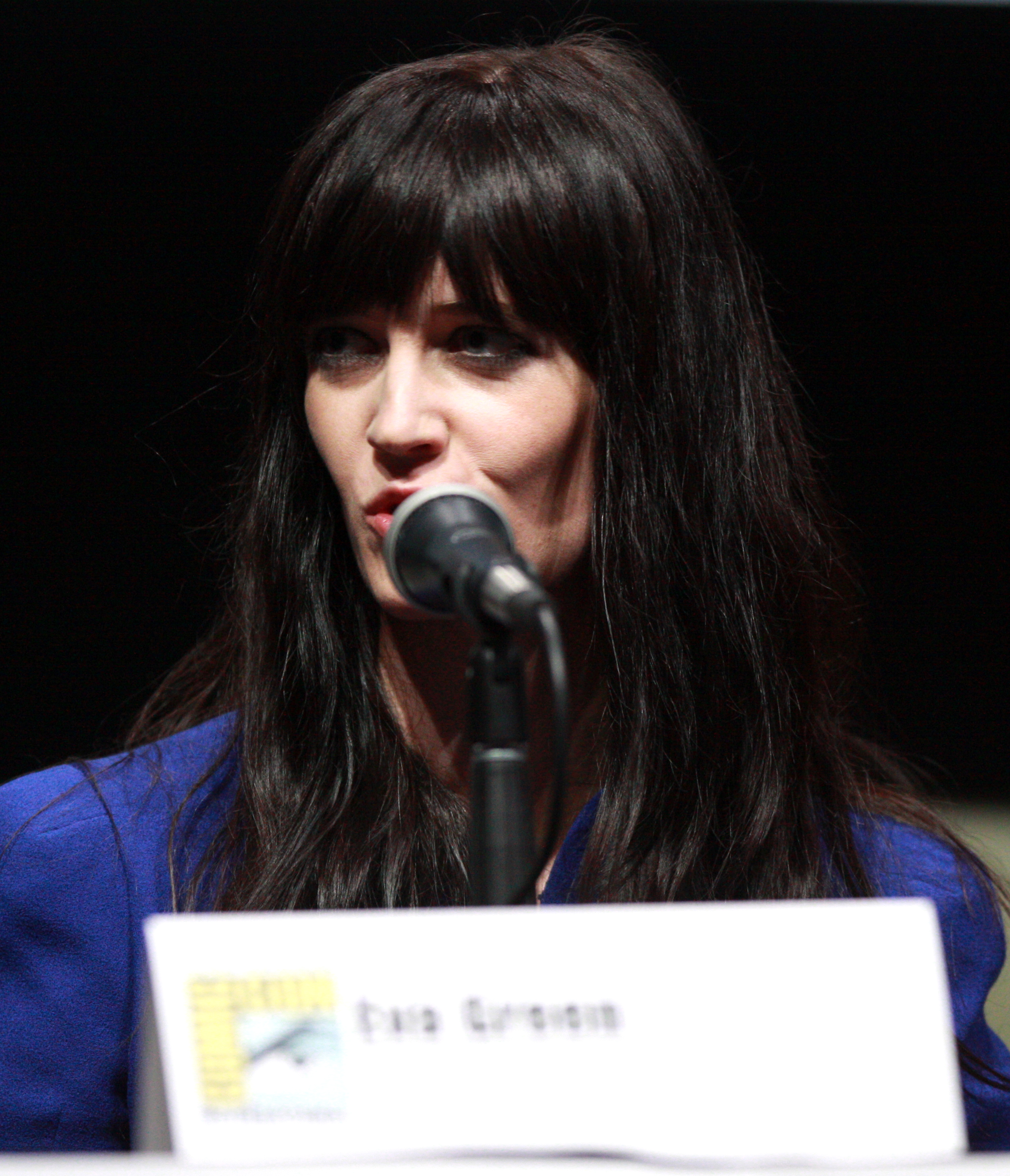
Eva Green (Vanessa Ives)
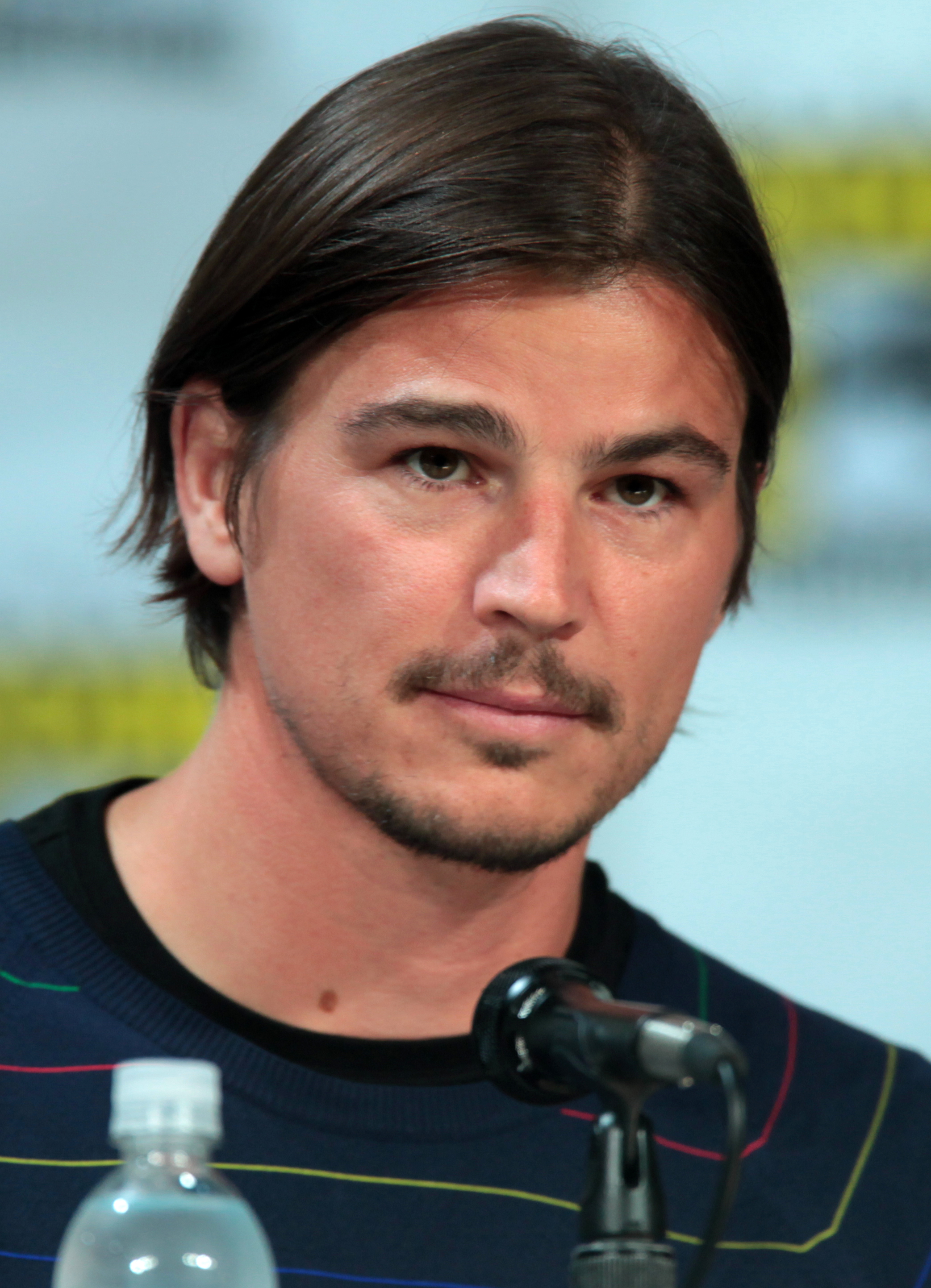
Josh Hartnett (Ethan Chandler)
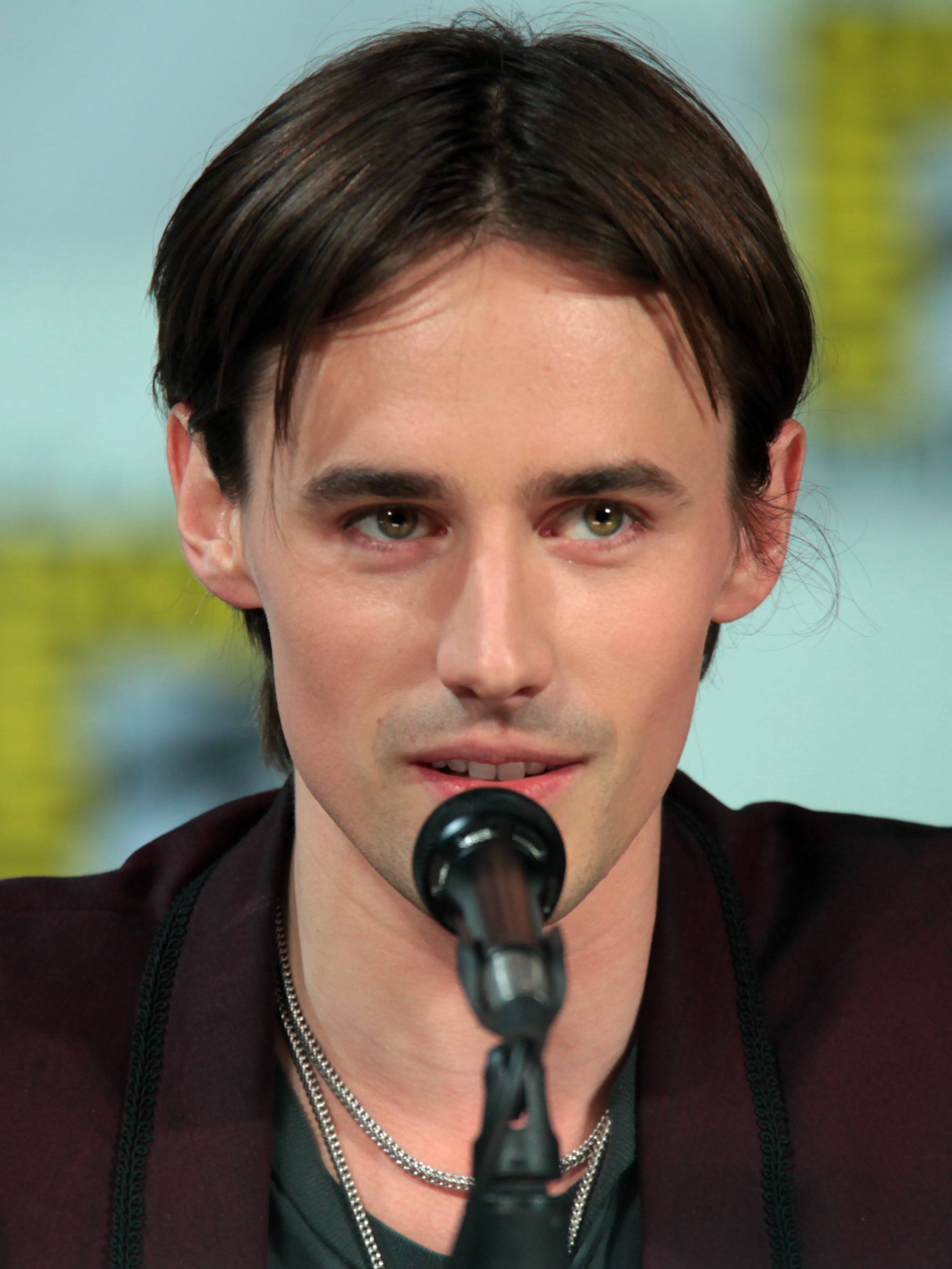
Reeve Carney (Dorian Gray)
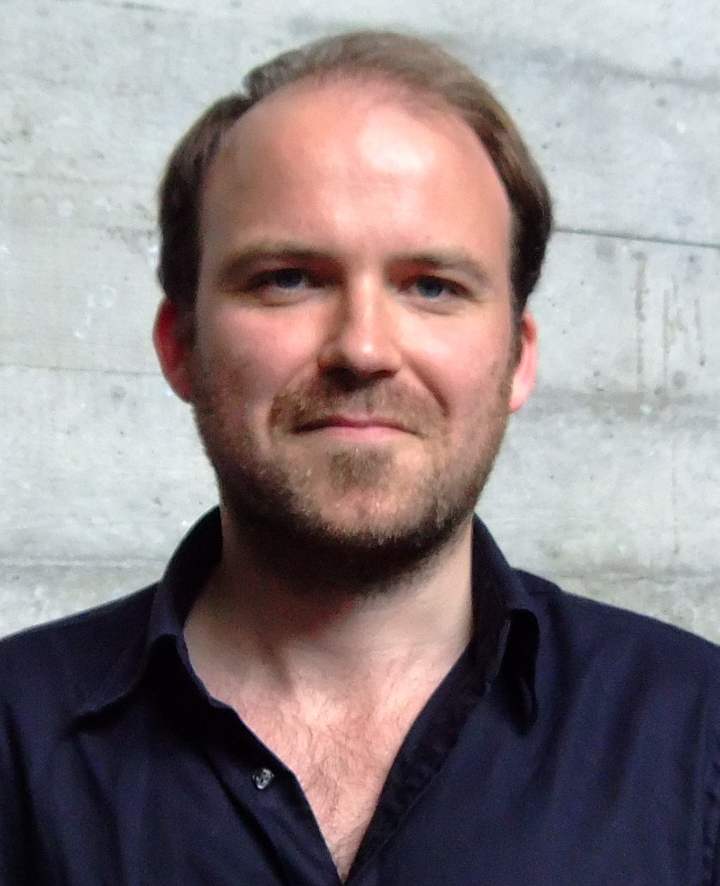
Rory Kinnear (John Clare / a criatura de Frankenstein)
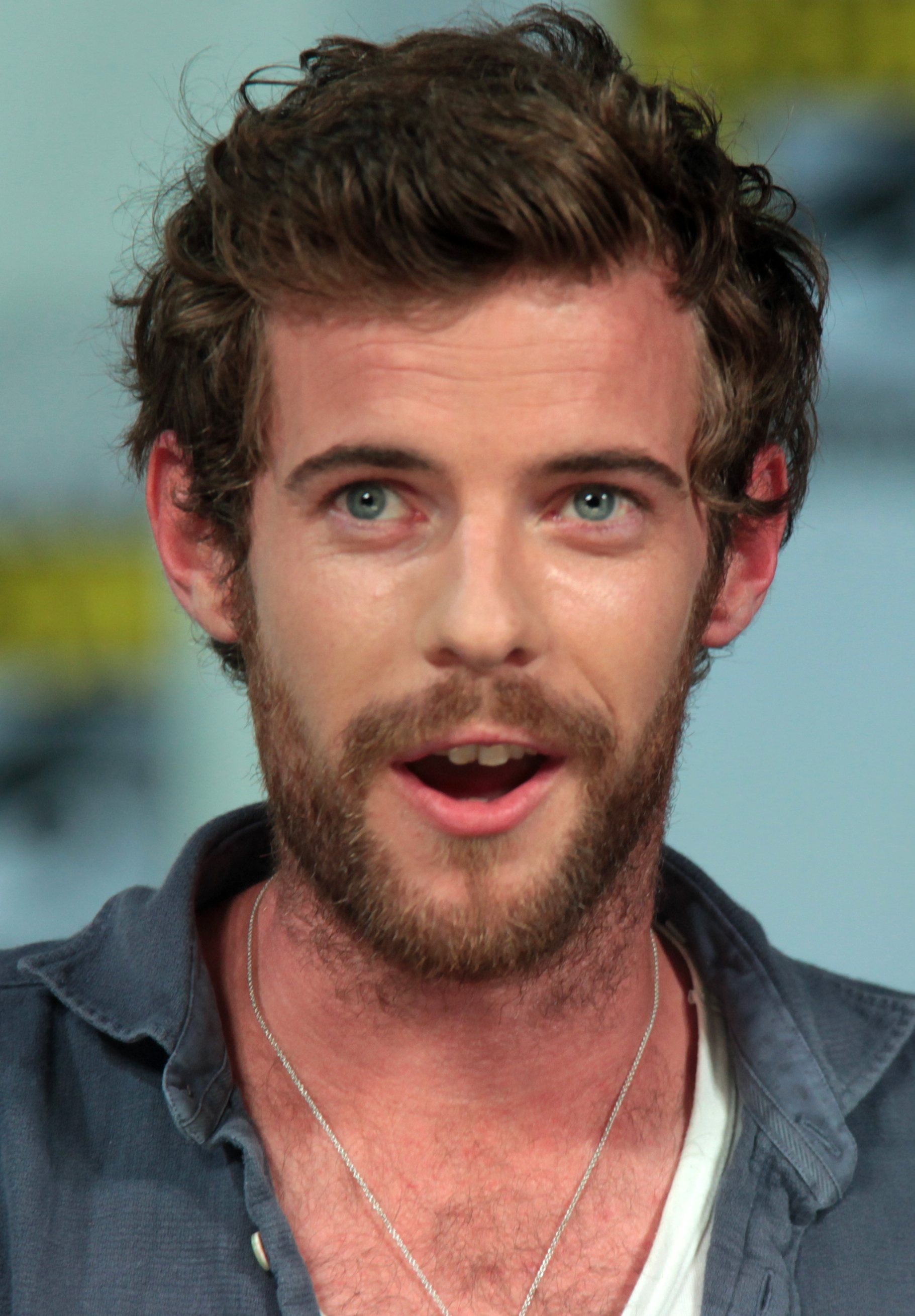
Helen McCrory (Kali / Evelyn Poole)
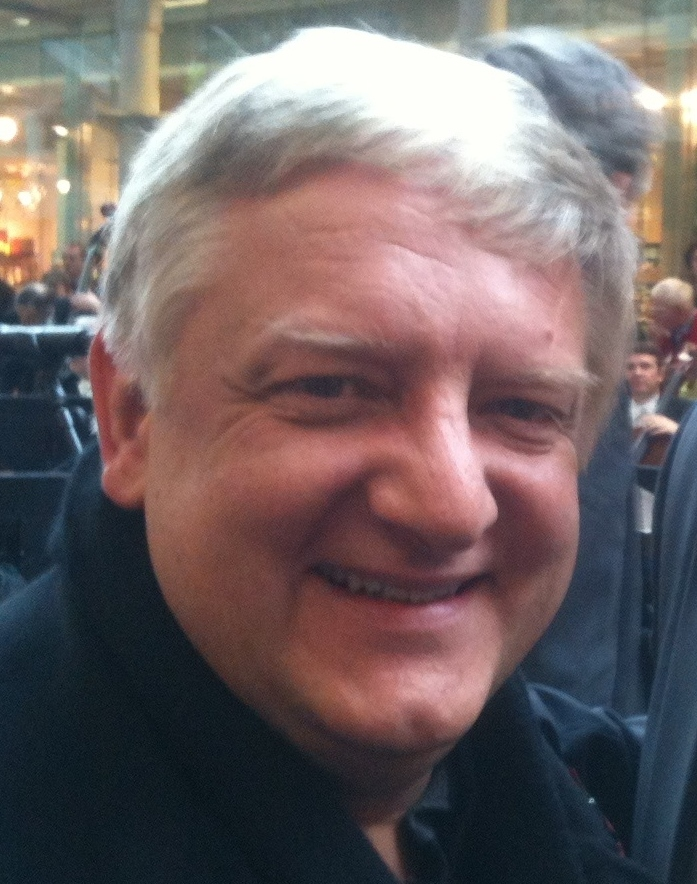
Simon Russell Beale (Ferdinand Lyle)

### Papéis principais
|                                                          |  |                                                                 |
| Eva Green interpreta a personagem Vanessa Ives na série. |  | Timothy Dalton interpreta Sir Malcolm Murray em Penny Dreadful. |

- Eva Green como Vanessa Ives, uma médium e heroína enigmática, que busca provar a si mesma do que é capaz.[12][13]
- Timothy Dalton como Sir Malcolm Murray,[14] um explorador Inglês (explora a África) que está em uma grande busca para encontrar sua filha, Mina Murray, que foi sequestrada por um ser sobrenatural.[15]
- Josh Hartnett como Ethan Chandler, um habilidoso artista circense e pistoleiro estadunidense. Homem encantador, ousado e atraído pela ação que não tem medo do perigo, e que é muito mais complicado do que ele admite. Ethan sofre com licantropia (uma doença que faz ele se transformar em lobisomem) não sabe controlar sua transformação.[12]
- Harry Treadaway como o Dr. Victor Frankenstein,[16] um jovem médico atormentado pelo seu passado e por suas criações.
- Reeve Carney como Dorian Gray, um homem belo, fascinante e confiante, mas um pouco isolado e terrivelmente afetado pelo spleen, do qual não pode escapar.[17]
- Billie Piper como Brona Croft, uma imigrante irlandesa que sofre de tuberculose (na época era uma doença incurável) e busca escapar de seu passado sombrio.[18]
- Rory Kinnear como o monstro de Frankenstein. Rejeitado por todos, exige de seu criador que lhe faça uma companheira.
- Danny Sapani como Sembene, o criado e aliado de longa data de Sir Malcolm.[19]

### Papéis secundários
- Robert Nairne como um vampiro.
- Olly Alexander como Fanton.
- Olivia Llewellyn como Mina Murray.
- Alun Armstrong como Vincent Brand, um ator.
- Alex Price como Proteus, uma outra criação de Dr. Victor Frankenstein.
- Simon Russell Beale como Ferdinand Lyle, um excêntrico egiptólogo.[19]
- Anna Chancellor como Claire Ives.
- Helen McCrory como Madame Kali, uma espiritualista.[19]
- Shazad Latif como Dr. Henry Jekyll/Edward Hyde
- David Warner como o Dr. Abraham Van Helsing.
- Samuel Barnett como Renfield
- Christian Camargo como Drácula
- Jonny Beauchamp como Angelique

## Produção
Em janeiro de 2013, o Showtime confirmou em uma apresentação no Television Critics Association que havia dado sinal verde a um novo projeto. Se tratava de uma nova série de terror que levaria o nome de Penny Dreadful. David Nevis, presidente de entretenimento do canal, afirmou na apresentação que "O tom da série será muito realista e que terá nomes muitos conhecidos.". Contudo, meses atrás, o roteirista de Skyfall, John Logan junto com o diretor Sam Mendes, se aliaram para começar a produzir o projeto. Pouco meses depois, o cineasta espanhol Juan Antonio Bayona, anunciou através de sua conta no Twitter que foi incorporado como diretor  e começaria a dirigir a partir de setembro do mesmo ano.
As filmagens começaram no dia 7 de outubro de 2013 e duraram cinco meses. Em 13 de dezembro de 2013, o canal Showtime lançou o The Penny Dreadful Production Blog, o primeiro blog de produção de uma série de televisão. O site passou a ter fotos e videos sobre os bastidores da produção e entrevistas com o elenco.
No dia 14 de fevereiro de 2014, o canal lançou vários trailers oficiais da série.

## Recepção
Em sua 1ª temporada, no agregador de críticas dos Estados Unidos, o Metacritic, que calcula as notas usando somente uma média aritmética ponderada de críticos que escrevem em maioria apenas para a grande mídia, a série tem 37 avaliações da imprensa anexadas no site e uma pontuação de 71 entre 100, com a indicação de "revisões geralmente favoráveis".

## Prêmios
| Ano  | Premiação                                    | Categoria                       | Indicado(s)                                        | Status   |
| ---- | -------------------------------------------- | ------------------------------- | -------------------------------------------------- | -------- |
| 2014 | 4th Critics' Choice Television Awards        | Série nova mais emocionante     | Penny Dreadful                                     | Venceu   |
| 2015 | 19th Satellite Awards                        | Melhor série de TV              | Penny Dreadful                                     | Venceu   |
| 2015 | 19th Satellite Awards                        | Melhor atriz                    | Eva Green                                          | Indicado |
| 2015 | 19th Satellite Awards                        | Melhor ator coadjuvante         | Rory Kinnear                                       | Venceu   |
| 2015 | 2014 IGN Awards                              | Melhor atriz de TV              | Eva Green                                          | Venceu   |
| 2015 | 11th International Film Music Critics Awards | Melhor trilha sonora            | Abel Korzeniowski                                  | Indicado |
| 2015 | Fangoria Chainsaw Awards                     | Melhor série de TV              | Penny Dreadful                                     | Indicado |
| 2015 | Fangoria Chainsaw Awards                     | Melhor ator de TV               | Josh Hartnett                                      | Indicado |
| 2015 | Fangoria Chainsaw Awards                     | Melhor atriz de TV              | Eva Green                                          | 2º lugar |
| 2015 | Fangoria Chainsaw Awards                     | Melhor ator coadjuvante de TV   | Rory Kinnear                                       | Indicado |
| 2015 | Fangoria Chainsaw Awards                     | Melhor atriz coadjuvante de TV  | Billie Piper                                       | 3º lugar |
| 2015 | Fangoria Chainsaw Awards                     | Melhor maquiagem de TV          | Nick Dudman                                        | Indicado |
| 2015 | BAFTA Television Craft Awards                | Melhor design de fantasia       | Gabriella Pescucci                                 | Indicado |
| 2015 | BAFTA Television Craft Awards                | Melhor design de produção       | Jonathan Mcknistry, Philip Murphy                  | Venceu   |
| 2015 | BAFTA Television Craft Awards                | Melhores títulos                | Erik Friedman, Rudy Jaimes, Ray Burris             | Indicado |
| 2015 | BAFTA Television Craft Awards                | Melhor maquiagem e cabelo       | Enzo Mastrantonio, Nick Dudman, Stefano Ceccarelli | Venceu   |
| 2015 | BAFTA Television Craft Awards                | Melhor música de TV original    | Abel Korzeniowski                                  | Venceu   |
| 2015 | 5th Critics' Choice Television Awards        | Melhor atriz em série dramática | Eva Green                                          | Indicado |